# گوردونویل (میسوری)
گوردونویل (به انگلیسی: Gordonville) یک روستا (ایالات متحده آمریکا) در ایالات متحده آمریکا است که در شهرستان کاپ گیرارداو، میزوری واقع شده‌است.
 گوردونویل ۲٫۰۲ کیلومتر مربع مساحت و ۳۹۱ نفر جمعیت دارد و ۱۲۰ متر بالاتر از سطح دریا واقع شده‌است.